# Zhang Dali
Zhang Dali, (Caratteri cinesi semplificati : 张大力 ; pinyin : zhāng dà lì ; letteralmente "Zhang la grande forza") (Harbin, 1963), è un artista cinese.
Attualmente vive a Pechino.

## Biografia
Si è diplomato alla Scuola nazionale di Belle Arti di Pechino nel 1987. Dopo aver studiato pittura in Cina, si recò in Italia, dove scoprì l'arte del graffitismo. È stato l'unico artista di graffiti a Pechino nei primi anni Novanta, ed ha ottenuto la copertina del Time magazine.
Dal 1995 al 1998 realizzò con lo spray painting o tramite sculture oltre 2000 profili giganti della propria testa calva su edifici abbandonati in tutta Pechino, posizionando le immagini a fianco di caratteri 'chai' marchiati dalle autorità cittadine per indicare che il documento è destinato alla demolizione. La comparsa di queste immagini divenne nel 1998 l'oggetto di un dibattito mediatico a Pechino.
Ha esposto i suoi lavori a livello internazionale in molte mostre ed anche all'International Center for Photography di New York, alla 18Gallery di Shanghai, alla Magda Danysz Gallery di Parigi, alla Courtyard Gallery di Pechino, all'Institute of Contemporary Arts di Londra, alla Kunstnernes Hus di Oslo e alla Biennale di Gwangju del 2006 in Corea. Espone alla Kiang Gallery di Atlanta, alla Eli Klein Fine Art di New York e alla Base Gallery di Tokyo.
L'opera di Zhang Dali è impegnata nell'ambiente in rapido cambiamento della Cina. Lavorando con un'ampia varietà di strumenti - dall'arte urbana alle foto di archivio di Mao  fino alle installazioni su larga scala - i ritratti di Zhang Dali documentano la storia sociale contemporanea di una cultura in un radicale sviluppo e scorrimento. "Chinese Offspring" (Progenie cinese) è una delle sue opere più note: consiste in 15 figure di resina sospese al soffitto; ciascuna figura è la rappresentazione di un lavoratore edile migrante, quella vasta sottoclasse che contribuisce al processo di modernizzazione nel suo livello più visibile. Dal 2003, Zhang Dali ha realizzato 100 di queste effigi in omaggio al loro mai celebrato eroismo. Su ciascuno dei corpi (i quali sono spesso appesi a testa in giù per uno dei piedi, per indicare la loro vulnerabilità, l'incertezza della loro vita, la loro impotenza nel cambiare i propri destini, il loro essere intrappolati nell'ingranaggio economico) sono tatuati una sorta di numero d'inventario, la firma dell'artista e il titolo dell'opera: una pratica che vuol essere un commento all'ingegneria sociale e al controllo della popolazione. L'opera di Zhang Dali difende le condizioni individuali di questi lavoratori provvisori, e registra anche uno dei più importanti fenomeni del nuovo ordine cinese: il crescente divario tra povertà e ricchezza.